# 图库姆斯2000足球俱乐部
图库姆斯2000足球俱乐部，是拉脱维亚的一个足球俱乐部。自成立以来，该俱乐部一直致力于培养男女青少年球员。2007年起该俱乐部成立了男子足球队，并参加拉脱维亚足球甲级联赛。